# Robert Ashley
Robert Ashley   (Ann Arbor, 28 de març de 1930 - Manhattan, 3 de març de 2014) va ser un compositor nord-americà, conegut per òperes i obres de teatre experimentals.

## Biografia
Robert Ashley va estudiar a la Universitat de Michigan amb Ross Lee Finney i de 1957 a 1960 a l'Escola de Música de Manhattan. Va ser encarregat com a músic militar a l'exèrcit dels Estats Units.
Robert Ashley va ser el fundador del grup "ONCE" i membre de la "Sonic Arts Union", que també inclou David Behrman, Alvin Lucier i Gordon Mumma. Juntament amb Gordon Mumma, Ashley va fundar "Ann Arbor's Cooperative Studio for Electronic Music". El 1969 va esdevenir director del "San Francisco Tape Music Center" i als anys 70 director del "Mills College". Els antics alumnes coneguts de Robert Ashley inclouen Maggi Payne, Beth Anderson, John Esposito, Peter Gordon, Rodney Waschka II i molts més. Sam Ashley va ser el seu fill des del seu primer matrimoni amb Mary Tsaltas. El 1979, Robert Ashley es va casar amb Mimi Johnson.
Des de 1980, Ashley ha treballat en òperes experimentals amb el seu fill Sam, Joan La Barbara, Thomas Buckner, Jacqueline Humbert i Tom Hamilton.
Ashley ha compost música per a "Trisha Brown" i el "Judson Dance Theatre" (Son of Gone Fishin, 1983), "Merce Cunningham" (Problems in the Flying Saucer, 1988), "Douglas Dunn" (Ideas from The Church, 1978 per a "Coquina" de Dunn), "Steve Paxton" (The Park and The Backyard per "PA RT", Automatic Writing and Dust per "Night Stand") i molts altres.
El documental Four American Composers de Peter Greenaway (1983) compta amb Robert Ashley, John Cage, Philip Glass i Peter Gordon. El 1987 Ashley va participar en la "documenta 8" a Kassel amb Atlanta Strategy. Com a coproducció de Bavarian Radio / Radio Play i Media Art amb Lovely Music, Ashley va realitzar l'obra Your Money My Life Goodbye i Your Money My Life Machs Gut (1999) en dues versions (anglès i alemany).

## Premis
- 2002: Premi John Cage de Música de la Fundació per a les Arts Contemporànies
- 2008: Carta de distinció de l'American Music Center